# Mazurska Ostoja Żółwia Baranowo
Mazurska Ostoja Żółwia Baranowo este o arie protejată (sit de importanță comunitară — SCI) din Polonia întinsă pe o suprafață de 4.305,1 ha, integral pe uscat.

## Localizare
Centrul sitului Mazurska Ostoja Żółwia Baranowo este situat la coordonatele 53°50′07″N 21°27′09″E / 53.8354°N 21.4526°E.

## Înființare
Situl Mazurska Ostoja Żółwia Baranowo a fost declarat sit de importanță comunitară în octombrie 2009 pentru a proteja 2 specii de plante și 5 specii de animale.

## Biodiversitate
Situată în ecoregiunea continentală, aria protejată conține 7 habitate naturale: Păduri de stejar și carpen Galio-Carpinetum, Mlaștini împădurite, Păduri aluvionare cu Alnus glutinosa și Fraxinus excelsior (Alno-Padion, Alnion incanae, Salicion albae), Lacuri eutrofice naturale cu vegetație de tip Magnopotamion sau Hydrocharition, Pajiști uscate seminaturale și facies de acoperire cu tufișuri pe substraturi calcaroase (Festuco-Brometalia) (* situri importante pentru orhidee), Fânețe de joasă altitudine (Alopecurus pratensis, Sanguisorba officinalis), Mlaștini alcaline.
La baza desemnării sitului se află mai multe specii protejate:
- plante (2): Hamatocaulis vernicosus, moșișoare (Liparis loeselii)
- amfibieni (2): buhai de baltă cu burta roșie (Bombina bombina), triton cu creastă (Triturus cristatus)
- nevertebrate (2): fluturele purpuriu (Lycaena dispar), Osmoderma eremita
- reptile (1): țestoasa de baltă (Emys orbicularis)